# S·P·巴拉蘇布拉赫曼尼亞姆
S·P·巴拉蘇布拉赫曼尼亞姆（泰卢固语：ఎస్. పి. బాలసుబ్రహ్మణ్యం，英語：S. P. Balasubrahmanyam，1946年6月4日—2020年9月25日）是來自印度的电影幕后歌手、配音员、演员和音乐家。巴拉蘇布拉赫曼尼亞姆主要演唱印地語、泰卢固语、卡纳达语、马拉雅拉姆语及泰米尔语電影的歌曲。作品多达40,000首歌曲。他也多次得到不少的提名及獎項：包括6個印度國家電影獎最佳男电影幕后歌手及1個印度電影觀眾獎及2011年由政府颁发的莲花装勋章。
2020年8月，巴拉蘇布拉赫曼尼亞姆确诊2019冠狀病毒病后在同年9月25日逝世。